# Hopton (Staffordshire)
Hopton ist eine Gemeinde in der englischen Grafschaft Staffordshire.
Hopton liegt ca. 4 km nordöstlich von Stafford und gehört verwaltungstechnisch auch zu diesem Distrikt. In dem Ort leben laut der letzten Volkszählung 1.936 Personen. Bekannt wurde der Ort durch die Schlacht von Hopton Heath 1643.

## Söhne und Töchter der Stadt
- Bill Aston (1900–1974), Autorennfahrer